# アカボヤ
アカボヤ（赤海鞘、学名：Halocynthia aurantium）は、尾索動物マボヤ科の一種である。学名は、1787年にパラスによって命名された。別名としてエゾボヤ（蝦夷海鞘）等がある。
同様に食用とするマボヤとは異なり、日本では北海道のみに生息し、採集・消費される。

## 脚註
1. ↑  Sanamyan, K. (2012). Halocynthia aurantium (Pallas, 1787). In: Shenkar, N.; Gittenberger, A.; Lambert, G.; Rius, M.; Moreira Da Rocha, R.; Swalla, B.J.; Turron, X. (2012) Ascidiacea World Database. Geraadpleegd via: World Register of Marine Species op http://www.marinespecies.org/aphia.php?p=taxdetails&id=250674